# Narpus arizonica
Narpus arizonica är en skalbaggsart som beskrevs av Brown 1930. Narpus arizonica ingår i släktet Narpus och familjen bäckbaggar. Inga underarter finns listade i Catalogue of Life.